# Шошана
 Тази статия е за песента.  За филма вижте Шошана (филм).  
„Шошана̀“ (на сърбохърватски: Šošana) е песен на прогресив рок групата от Югославия Dah, издадена през 1974 г. През 1975 г., Dah, след като се премества в Белгия и променя името си на Land, групата записва и кавъра на английски език „Шошана̀“.
За мелодията на тази песен се смята, че е заимствана от Erev Shel Shoshanim, стара еврейска любовна песен, която през 60-те и 70-те години на XX век придобива международна известност и е записвана от множество изпълнители от Израел и други страни, сред които Яфа Яркони, дуото „ХаДудаим“, Хари Белафонте, Оливера Катарина, Нана Мушури, Далия Лави, Мартин Симпсън и Мириам Мазбе.

## Известни кавъри

### В България
Песента се прочува с модифицираното име „Шушана“. Началото е положено в изпълненията на чалга певицата Преслава и на Наско Ментата. В отговор на това „предизвикателство“ е лансиран метъл варианта на дуета Slave & Marin XM, със същия текст и заглавие. Аранжимент и китари: Светослав Борисов (SLAVE). Вокали: Марин Христов Марков. Група „Спейс“ от Великотърновския университет „Св. св. Кирил и Методий“ също създава рок версия на „Шушана“ със стабилна подкрепа в социалните мрежи.

## Издания

### Общи сведения
Винил, 7", 45 RPM 

### Траклист
- Страна A – Šošana
  - Текст – М. Бервард
  - Музика – Йосеф Хадар
  - Аранжимент – Златко Манойлович

- Страна B – Please Don't Say Nothing
  - Текст – М. Бервард
  - Музика, текст, аранжимент – Златко Манойлович

### Творчески състав
- Бас – Томи Сплитууд
- Барабани – Велибор „Бока“ Богданович
- Китара – Уили Пулц
- Китара, вокал – Златко Манойлович
- Клавиатури – Горан Манойлович